# Bicester
Bicester (/ˈbɪstər) es un municipio situado en el cistrito de Cherwell, en Oxfordshire, Inglaterra. Según el censo de 2021, tiene una población de 37 000 habitantes.
La localidad es conocida por su centro comercial Bicester Village, un outlet premium al aire libre que reúne más de 150 tiendas de diseñadores de alta gama, como BOSS, Calvin Klein, DIOR, Dolce & Gabbana y Saint Laurent, entre muchas otras.
Es una de las localidades de más rápido crecimiento en Oxfordshire. Tiene excelentes conexiones de transporte carretero vía la autopista A34 y la carretera M40, así como conexiones ferroviarias a través de sus dos estaciones con Oxford, Londres y Birmingham.
En 2014 el Gobierno, de acuerdo con la autoridad de planificación local, decidió que Bicester se convirtiera en una ciudad jardín en función del tamaño de sus zonas de amortiguación y su distancia del Cinturón Verde Metropolitano, así como, en parte, para satisfacer la demanda de los viajeros que se desplazan a Londres y Oxford. Se previó la construcción de hasta 13 000 nuevas viviendas.
Bicester está a medio camino entre Birmingham y Londres, a aproximadamente 82 km de ambas ciudades.  

## Topónimo
Hay varias teorías sobre el origen del nombre de Bicester. Puede derivar del nombre de persona Beorna, y puede significar el "Fuerte de los Guerreros" o ser de origen latino como "Bi-cester", que significa "dos fuertes". Bicester ha estado en uso desde mediados del siglo XVII y se deriva de formas anteriores como Berncestre, Burencestre, Burcester, Biciter y Bissiter. El mapa de John Speed de 1610 muestra cuatro grafías diferentes y el historiador G.H. Dannatt encontró 45 variantes en los testamentos de los siglos XVII y XVIII.

## Historia

### Historia temprana
Aunque el asentamiento romano de Alchester se halla 2 millas (3 km) al suroeste de la ciudad, la historia de Bicester comienza en la época anglosajona. El reino de Wessex estableció un asentamiento en el siglo VI en un punto nodal de una serie de antiguas rutas. Una calzada romana de norte a sur, conocida como Stratton (Audley), que conectaba Dorchester y Towcester, pasaba por King's End. Akeman Street, una calzada romana de este a oeste de Cirencester a St. Albans se encuentra unas 2 millas (3 km) al sur, junto a la fortaleza romana y la ciudad de Alchester.
La iglesia de St Edburg en Bicester se fundó como minster, quizás a mediados del siglo VII después de que St Birino de Dorchester convirtiera a Cynegils de Wessex en rey de los sajones occidentales tras reunirse cerca de Blewbury. El sitio estaba justo al este de la antigua calzada romana entre Dorchester y Towcester que pasaba por la antigua ciudad romana de Alchester. La iglesia más antigua fue probablemente una estructura de madera al servicio de los habitantes de los crecientes asentamientos sajones a ambos lados del río Bure, y como centro de misión para el campo circundante. Las excavaciones arqueológicas en Procter's Yard identificaron el límite del recinto eclesiástico, y un gran cementerio de tumbas sajonas que sugiere que existe un cementerio mucho más grande en el emplazamiento de la iglesia católica, casi frente a St. Edburg's.
La primera referencia documental es el libro de Domesday de 1086, que lo registra el lugar como Berencestra. Sus dos señoríos, Bicester y Wretchwick, estaban en manos de Robert D'Oyly, que construyó el castillo de Oxford. La ciudad se estableció como dos asentamientos gemelos en las orillas opuestas del Bure, un afluente del río Ray que desemboca en el Cherwell y, en última instancia, en el río Támesis.
A finales del siglo XIII, Bicester era el centro de un decanato de 33 iglesias. En el centro del pueblo sobreviven los restos de un priorato agustino fundado entre 1182 y 1185.
No está claro cuándo se reconstruyó en piedra la iglesia de St Edburg, pero el edificio del siglo XII parece haber tenido una planta cruciforme simple. El material más antiguo que se conserva incluye partes del muro norte de la nave, incluidos fragmentos de una decoración en zigzag originalmente externa, los transeptos norte y sur y los contrafuertes de cierre externo del cancel. La abertura de remate triangular situada al final del muro norte de la nave probablemente fue una puerta exterior de la iglesia primitiva. Tres grandes arcos normandos al final de la nave marcan la posición de una torre del siglo XIII.
El priorato agustino fue fundado por Gilbert Bassett alrededor de 1183 y dotado de terrenos y edificios alrededor de la ciudad y en otras parroquias, incluidas 180 acres (72,8 ha) y la cantera en Kirtlington, 300 acres (121,4 ha) en Wretchwick, y otros 135 acres (54,6 ha) en Stratton Audley y en Gravenhill y Arncott. También poseía el molino en Clifton y tenía arrendadas varias granjas en Deddington, Grimsbury, Waddesdon y Fringford. Aunque estas propiedades eran extensas y estaban cerca del mercado de Bicester, parece que estaban mal administradas y no generaban muchos ingresos.
El priorato pasóa a ser titular de la iglesia a principios del siglo XIII. El edificio se amplió con una nave lateral sur y se construyeron arcos en la nave y en las paredes del crucero sur que unían la nueva nave lateral con el cuerpo principal de la iglesia.
Se hizo una nueva ampliación en el siglo XIV cuando se construyó la nave lateral norte. Las aberturas arqueadas en el muro norte de la nave se apoyan en gruesas columnas octogonales. La capilla norte de estilo gótico inglés es de una fecha similar, y en su pared este hay dos ventanas. La capilla originalmente tenía una cámara superior utilizada más tarde como grammar school de los vicarios, a la que se accede desde una escalera exterior que forma parte del contrafuerte nororiental.
En el siglo XV, los muros superiores de la nave se levantaron para formar un claristorio con ventanas góticas. Se derribó la torre central anterior y el arco de la nave y se reconstruyó su techo (el techo actual es una copia de 1803). En el tramo este de la nave se conserva una decoración tallada que probablemente forma parte de una tumba con dosel colocada originalmente entre las columnas. La torre oeste se construyó en tres etapas, cada etapa marcada por una cornisa que rodea el exterior. Las almenas de la parte superior de la torre fueron reemplazadas a mediados del siglo XIX.
La iglesia del priorato se construyó alrededor de 1200 y se amplió alrededor de 1300 en asociación con la construcción de la tumba en mármol Purbeck de St Eadburh, y pudo haber sido una donación del patrón del priorato, Henry de Lacy. El recinto rectangular amurallado del priorato se encontraba justo al sur de la iglesia. El palomar y las casas en Old Place Yard se encuentran dentro del recinto central. St Edburg's House está construida en parte sobre el sitio de la gran iglesia del priorato, que estaba unido por un claustro a un cuadrilátero que contenía el refectorio, las cocinas, el dormitorio y la vivienda del prior. Los edificios de la granja del priorato se encontraban en el área del salón de la iglesia actual, y estos tenían acceso directo en Piggy Lane a la tierra en lo que ahora es la finca de King's End.
Las primeras cartas promovieron el desarrollo de Bicester como localidad comercial, con un mercado y una feria establecidos a mediados del siglo XIII. Para entonces, se mencionan dos mansiones más, Bury End y Nuns Place, más tarde conocidas como Market End y King's End, respectivamente.

### Historia posterior
El señor de Market End fue el primer conde de Derby, Sir Thomas Stanley, que se había casado con Margarita Beaufort, madre de Enrique VII. Sir Thomas colocó la corona en la cabeza del nuevo rey de Inglaterra Enrique VII tras la batalla de Bosworth. Como padrastro de Enrique VII, se le concedieron numerosos señoríos. En su testamento de 1593, el cuarto conde de Derby, Sir Henry Stanley, legó la mansión a su segundo hijo Sir William Stanley de Lathom, Lancashire. El destino convirtió a William en el sexto conde de Derby en 1594 cuando su hermano mayor, Ferdinand, el quinto conde, murió misteriosamente. En 1597, el sexto conde vendió un contrato de arrendamiento de 9999 años a 31 inquilinos principales. En efecto, esto otorgó los derechos señoriales a los arrendatarios, 'comprados en beneficio de aquellos habitantes u otros que pudieran obtener en lo sucesivo partes del dominio'. Los arrendatarios eligieron un alguacil para recibir las competencias de senescalía, principalmente de la administración del mercado y distribuirlas entre los propietarios. Por el título del alguacil, el arreglo se conoció como el Alguacilazgo de Bicester Market End. Para 1752, todos los arrendamientos originales estaban en manos de diez personas, quienes arrendaron el control del mercado a dos comerciantes locales.
Un incendio en 1724 destruyó los edificios en el lado este de Water Lane. Una congregación inconformista anglicana pudo adquirir una propiedad que anteriormente había sido la cola de una larga parcela ocupada en el otro extremo por King's Arms. Su capilla construida en 1728 estaba rodeada por un cementerio y adornada con árboles. En el extremo sur y río abajo de Water Lane, había problemas de contaminación por estiércol de animales de los establos de librea en las afueras de la ciudad asociados con el tráfico de Londres.

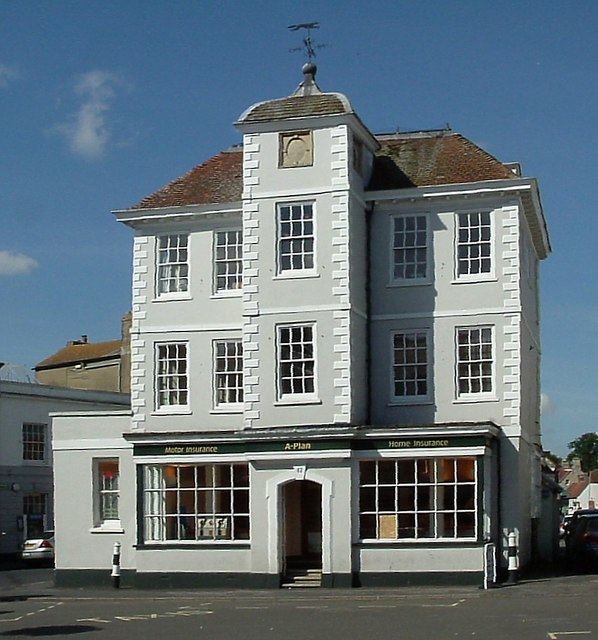
Casa de finales del siglo XVII en Market Square

Edward Hemins dirigía una fundición de campanas en Bicester en 1728 y permaneció en el negocio hasta al menos 1743. Se sabe que se han conservado al menos 19 de sus campanas de iglesia, incluidas algunas de las parroquias de Ambrosden, Bletchingdon, Piddington y Wootton en Oxfordshire y Culworth en Northamptonshire.
King's End tenía una población sustancialmente menor y nada de la actividad comercial que se registraba al otro lado del río Bure. Los Coker residieron en la casa Señorial desde 1584. La casa había sido reconstruida a principios del siglo XVIII, siendo remodelada en la década de 1780. El parque se amplió rodeado por un muro después de 1753, cuando el titular de la familia Coker demolió una serie de edificios en el lado norte de King's End Green. Una ampliación del parque hacia el oeste interrumpió el camino que seguía el trazado de la calzada romana, y se superpuso en parte a un cierre anterior a 1753 que pertenecía a los Coker. El efecto de la ampliación del parque fue desviar el tráfico en Fox Inn a través de King's End,  empleando el camino hacia Market Square y Sheep Street antes de regresar a la calzada romana al norte de Crockwell.
Los dos municipios de King's End y Market End desarrollaron características espaciales distintas. Posadas, tiendas y casas de alto nivel se agruparon alrededor del mercado triangular a medida que la actividad comercial se concentraba cada vez más en Market End. Los arrendatarios del alguacilazgo promovieron un mercado mucho menos regulado que el que se encuentra en los distritos de otros lugares. Lejos del mercado, Sheep Street se consideraba "muy respetable", pero su extremo norte en Crockwell estaba habitado por los lugareños más pobres, que ocupaban edificios de baja calidad, subdivididos y superpoblados.
Para 1800, la calzada tenía un desarrollo denso que formaba frentes continuos en ambos lados. Los cursos de agua parcialmente enterrados proporcionaron una oportunidad de drenaje conveniente y muchas casas tenían retretes que descargaban directamente en los canales. Río abajo, el Bure corría paralelo a Water Lane, y más adelante se encontraba la carretera principal que salía de la ciudad hacia Londres. Las terrazas de las cabañas se construyeron de espaldas al arroyo, que se aprovechó para la eliminación de aguas residuales, con retretes en voladizo desde las casas sobre el curso de agua. Las casas de la ciudad tomaban el agua de pozos excavados en el subsuelo, que se contaminó cada vez más por la lixiviación de desechos a través del lecho aluvial del Bure.
Hasta principios del siglo XIX, el camino desde la plaza del mercado hasta King's End pasaba por un vado del arroyo Bure y llegaba al estrecho camino terraplenado que cruzaba la vaguada pantanosa. La calzada se convirtió en el foco de desarrollo desde finales del siglo XVIII cuando se arrojaron escombros a cada lado de la carretera para formar plataformas de construcción. Los ramales menores del río se confinaron y canalizaron a medida que avanzaba la construcción.

## Transportes

### Carretera
La autopista más cercana a la ciudad es la M40, a la que llega la salida 9 hacia el sur, un enlace con la A34 hacia Oxford y con la A41 hacia Bicester y Aylesbury. Bicester dispone de un itinerario de circunvalación formado por la A41, la A4095, la A4421 y la Vendee Drive (que forma parte de la B4030).

### Ferrocarril

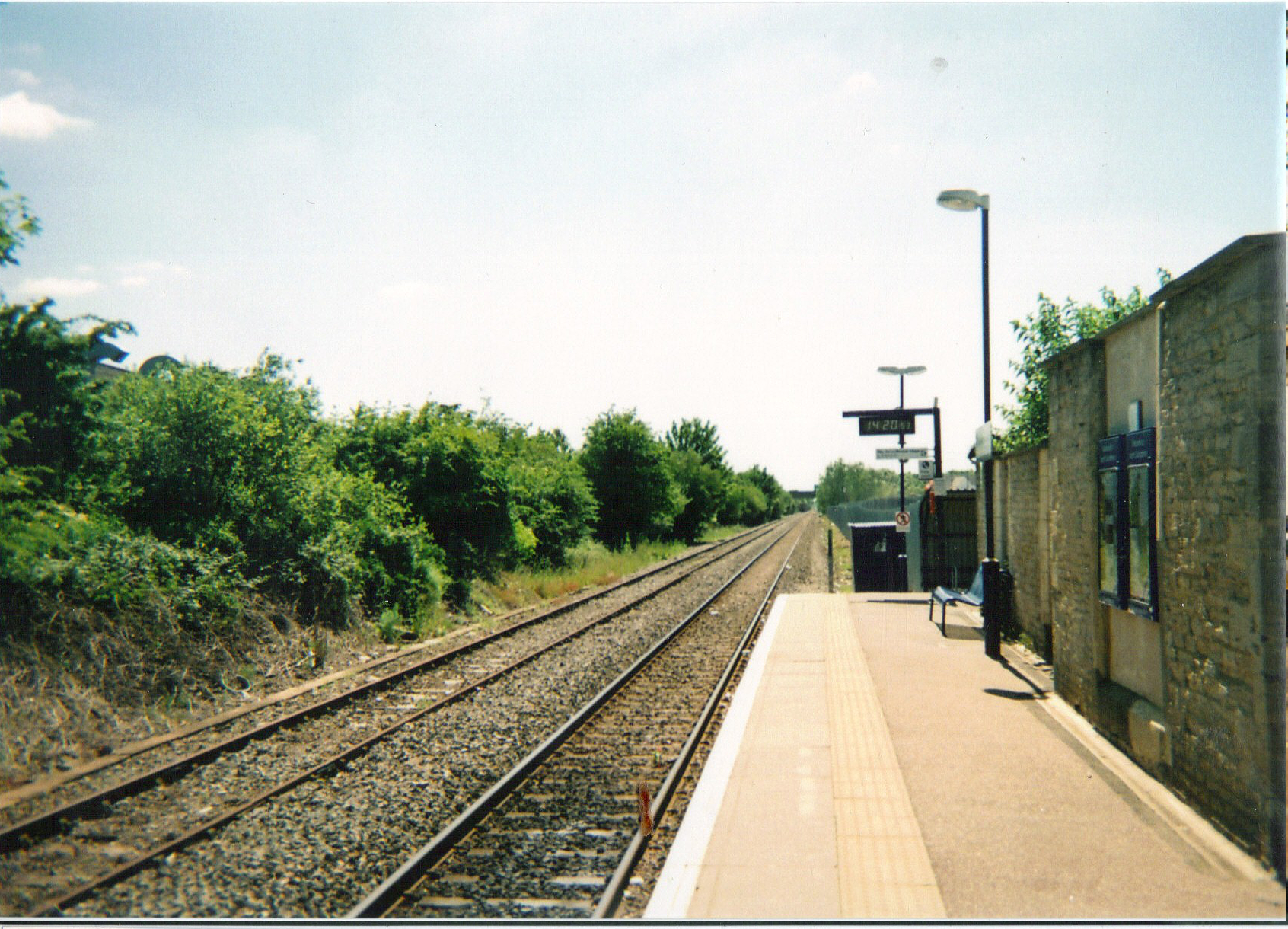
Estación de tren de Bicester Town en 2010. Desde entonces, ha sido reconstruida y reabierta el 26 de octubre de 2015 como parte de la línea Oxford-Bicester-Londres Marylebone con el nuevo nombre de Bicester Village

Bicester se benefició de la fiebre del ferrocarril de la década de 1840. El Ferrocarril de Buckinghamshire se abrió por completo entre Bletchley y Oxford el 20 de mayo de 1851, atravesando el lado este de Bicester, y el 1 de octubre de 1850 se inauguró "una estación ordenada al final de la carretera de Londres" para servir a la ciudad. El primer accidente ferroviario fatal en Bicester ocurrió en esta estación el 6 de septiembre de 1851, cuando seis personas murieron y otras dieciocho resultaron heridas. La estación pasó a llamarse Bicester London Road en marzo de 1954 y Bicester Town en mayo de 1987.
El Great Western Railway buscó acortar su ruta principal entre Paddington y Birmingham Snow Hill y, en 1910, abrió el baipás a través del norte de la ciudad, para completar una nueva ruta rápida entre las dos ciudades y una gran estación de tren en Buckingham Road llamada Bicester North, que se inauguró el 1 de julio de 1910. El último coche de deriva de la toda la red de British Railways se soltó en Bicester North el 10 de septiembre de 1960.
La línea entre Bletchley y Oxford se cerró el 1 de enero de 1968, pero se reabrió parcialmente el 11 de mayo de 1987, cuando se dispuso un servicio de transporte entre Bicester Town y Oxford. La línea hacia Bletchley permanece cerrada. En 2011, se aprobó la financiación del East West Rail, con un plan para restaurar los servicios de pasajeros entre Oxford y Bletchley a través de Bicester en 2017 y luego continuar hacia Milton Keynes Central o Bedford. Otra propuesta fue extender la ruta a través de Cambridge hasta Ipswich y Norwich, aunque no se llegó a materializar. A finales de 2017, el Departamento de Transporte del Reino Unido anunció más financiación del gobierno y de una empresa privada para construir y operar la línea a partir de 2025.
Bicester también se ha beneficiado del Proyecto Chiltern Evergreen 3, que creó una nueva línea principal que permite que los trenes circulen desde la Estación de Marylebone en Londres a Oxford a través de Bicester. La estación fue completamente reconstruida y, a pesar de las objeciones de algunos residentes locales, pasó a llamarse Bicester Village, en referencia a un gran centro comercial cercano. La estación se abrió en octubre de 2015.
La línea de Londres a Birmingham se cuestionó en la década de 1970. Con la amenaza de un cierre parcial, se separaron tramos de la línea y los trenes se desviaron hacia Londres Marylebone. Tras la privatización, Chiltern Railways obtuvo la franquicia. Se restableció la doble vía y aumentó considerablemente el número de servicios.

### Autobuses
La ruta Stagecoach East X5 une Bicester con Bedford, Milton Keynes y Oxford. Los autobuses de Stagecoach in Oxfordshire conectan Bicester con Oxford, Banbury, Brackley, Headington, la prisión de Bullingdon y algunos caseríos locales. Grayline y Hallmark Connections brindan algunos servicios de autobuses locales, y Langston & Tasker ofrece un servicio limitado entre Bicester y Buckingham.

### Aeropuertos
Bicester se encuentra a una hora en automóvil de tres aeropuertos internacionales y a 8 millas (12,9 km) del Aeropuerto de Oxford. Luton, a una distancia de 43 millas (69,2 km), es el aeropuerto internacional más cercano por carretera, y se tarda en llegar a él alrededor de 1 hora y 5 minutos. Sin embargo, debido a la ubicación de la ciudad al lado de la Autopista M40, el tiempo de viaje es un poco más corto hasta el Aeropuerto de Londres-Heathrow (51 minutos, a pesar de que se encuentra a 54 millas (86,9 km)), y  hasta el Aeropuerto Internacional de Birmingham-West Midlands (54 minutos, aunque se halla a 52 millas (83,7 km)).